# Lathosea
Lathosea is een geslacht van vlinders van de familie uilen (Noctuidae), uit de onderfamilie Cuculliinae.

## Soorten
- L. dammersi McDunnough, 1935
- L. pulla Grote, 1881
- L. spauldingi Barnes & Benjamin, 1922